# Hyphessobrycon eos
Hyphessobrycon eos är en fiskart som beskrevs 1909 av Marion Durbin Ellis. Den ingår i släktet Hyphessobrycon och familjen Characidae. Inga underarter finns listade i Catalogue of Life.